# Lee Bergere
Lee Bergere, wł. Solomon Bergelson (ur. 10 kwietnia 1924 w Brooklynie, zm. 31 stycznia 2007 w Fremont) – amerykański aktor telewizyjny, filmowy i teatralny. Wystąpił roli Josepha Andersa w operze mydlanej ABC Dynastia (1981–1983).

## Życiorys
Urodził się w Brooklynie w Nowym Jorku. Podczas II wojny światowej był odpowiedzialny za serwisy rozrywkowe dla żołnierzy służących w Afryce Północnej.
W 1943 trafił na Broadway jako dubler Danny’ego Kaye w roli Bena Butlera w musicalu Dama w ciemności (Lady in the Dark) z muzyką Kurta Weilla i Iry Gershwin. W 1967 na scenie w Los Angeles wystąpił jako książę w musicalu Dale’a Wassermana Człowiek z La Manchy (Man of La Mancha) z Richardem Kiley w roli Don Kichota.
Jego debiutem telewizyjnym był udział w produkcji „na żywo” Studio One Grzmot na Sycamore Street (Thunder on Sycamore Street, 1954) z Jamesem Deanem. Wystąpił również gościnnie w takich serialach jak Rodzina Addamsów (1965) jako dr Francois Chalon, Star Trek (1969) w roli Abrahama Lincolna czy Północ-Południe (1985) jako Nicholas Fabray. Po raz pierwszy zagrał na kinowym ekranie w komediodramacie Paula Mazursky’ego Bob, Carol, Ted i Alice (Bob & Carol & Ted & Alice, 1969) z Dyan Cannon.
Na aktorską emeryturę przeszedł w 1989.
Miał dwie córki, dwóch wnuków i bratanka.
Zmarł 31 stycznia 2007 w domu opieki Colonial Poplin Nursing and Rehabilitation Facility w Fremont w stanie New Hampshire, do którego przeniósł się kilka lat wcześniej, w wieku 88 lat.

## Filmografia
- 1954: Man Against Crime jako Felix
- 1954: Studio One jako Arthur Hayes
- 1961: The real McCoys jako Fernando
- 1962: Bonanza jako Ricardo Fernandez
- 1963: Perry Mason jako dr Charles Nevin / James Wall
- 1964: Karen jako Arturo Magdelinni
- 1964: The Munsters jako Ramon
- 1964: Kentucky Jones jako pan Petroff
- 1965: Spotkanie z Alfredem Hitchcockiem (The Alfred Hitchcock Hour) jako detektyw
- 1965: Prawo Burke’a (Burke’s Law) jako książę Dana Ransputa
- 1965: Rodzina Addamsów jako dr Francois Chalon
- 1965: Człowiek z U.N.C.L.E. (The Man from U.N.C.L.E.) jako książę Panat
- 1965: Perry Mason jako dr George Devlin
- 1967: Mission: Impossible jako Alfred Kuderlee
- 1967: Pan Terrific (Mr. Terrific) jako Claude
- 1967: Dziki Dziki Zachód (The Wild Wild West) jako pułkownik Wayne Gibson
- 1968: Mannix jako Harvey Templeton / Steven Kosloff
- 1968: In Enemy country jako Miral
- 1969: Star Trek jako Lincoln
- 1969: Mission: Impossible jako dr Labashi
- 1969: Bob & Carol & Ted & Alice jako Emilio
- 1972: The Doris Day Show jako książę Rupert
- 1973: The Doris Day Show jako Jeff O’Neal
- 1974: Owen Marshall: Adwokat przy prawie (Owen Marshall: Counselor at Law) jako Juan Carlos Conforti
- 1975: Hot I Baltimore jako Gordon
- 1976: Lincoln jako Billy Herndon
- 1978: Wonder Woman jako Marius
- 1981: Statek miłości jako Vince Van Durling
- 1981–1983: Dynastia jako majordomus Joseph Anders
- 1983: Strach na wróble i Pani King (Scarecrow and Mrs. King) jako Zinoviev
- 1985: Północ-Południe jako Nicholas Fabray
- 1986: Dream West jako Papa Joe Nicolette
- 1987: Napisała: Morderstwo jako Maxim Soury
- 1989: Falcon Crest jako Justin Nash (ostatnia rola serialowa)
- 1989: Time Trackers jako dr Karl Zandor (ostatnia rola filmowa)